# 松田昂大
松田 昂大（まつだ たかひろ、1996年8月23日 - ）は、日本の元子役である。2009年末、所属のセントラル子供劇団からプロフィールが削除された。

## 出演

### テレビドラマ
- 火曜サスペンス劇場「外科医有森冴子2告知」（2000年、日本テレビ）
- 未来戦隊タイムレンジャー（テレビ朝日、2000年）
- あした吹く風（2002年、BS-i） - 猪熊小太郎 役
- 人にやさしく 5話（フジテレビ、2002年） - 敦司 役
- 恋愛偏差値（フジテレビ、2002年） - 大友史郎の息子 役
- ぶどうの木〜里親と子供たちの愛の物語〜（2003年、フジテレビ）
- 女と愛とミステリー（テレビ東京）
  - みの刑事の愛の事件簿大作戦（2003年） - 佐伯達也 役
  - 法の落とし穴（2004年） - 菅翔真 役
- 連続テレビ小説（NHK）
  - こころ 121・122話（2003年） - 米山ナオキ 役
  - ファイト 51話（2005年） - 中村洋介の長男 役
- ABUアジア子どもドラマシリーズ「オムレツ大ばくはつ」（NHK） - りく役
- 土曜ワイド劇場「救急救命士・牧田さおり4」（2005年、テレビ朝日） - 菅原聡 役
- ほんとにあった怖い話 -廻る足音-（フジテレビ、2005年） - 佐藤剛 役
- 東京タワー 〜オカンとボクと、時々、オトン〜（フジテレビ、2007年） - 前野和夫（小学生時代） 役
- 喰いタン2 7話（日本テレビ、2007年） - 上原進 役
- 黒澤明ドラマスペシャル「天国と地獄」（テレビ朝日、2007年） - 青木進一 役
- 252 生存者あり episode.ZERO（日本テレビ、2008年） - 篤 役

### 映画
- 機関車先生（2004年公開、廣木隆一監督） - 宇多村隆司 役
- やわらかい生活（2006年6月公開、廣木隆一監督）
- 花田少年史 幽霊と秘密のトンネル（2006年8月公開、水田伸生監督） - 村上壮太役
- カンフーくん（2008年3月29日公開、小田一生監督） - 通訳くん2 役
- あの空をおぼえてる（2008年4月26日公開、冨樫森監督） - 倉本尚人役

### CM
- クボタ
- 明星食品 チャルメラ
- Yahoo! BB
- 小学館 小学一年生
- ボーダフォン
- SEGA ソニックピンボール パーティー
- ゼファーマ オイラックスG
- マクドナルド ハッピーセット
- ミツカン おむすび山
- 松下電器 ノンフロン冷蔵庫（ナレーション）

### その他
- 中央三井信託銀行（Web）
- ゴーイングアンダーグラウンド（PV）
- ラジオドラマON THE WAY COMEDY 道草 VOL.254「パパとふたりでロンリーナイト」 - 小曽根幸吉 役
- ブラザー・ベア（吹き替え） -  キナイ（幼少） 役